# Capitão-do-campo
Capitão-do-campo (Terminalia argentea) é uma árvore brasileira pioneira, nativa da floresta estacional semidecidual e do cerrado dos estados de Minas Gerais, Goiás, Mato Grosso do Sul e São Paulo.
Em São Paulo ocorre na Mata Atlântica do noroeste do estado, e nas matas ciliares e cerrados da região central, e está na lista de espécies ameaçadas.
Outros nomes populares: capitão, capitão-do-cerrado.
A dispersão de suas sementes se dá por anemocoria. O município de Capitão de Campos, no Piauí,  tem essa denominação em decorrência da existência dessa árvore.